# الاستعلام التكميلي اللغوي (لينك)
الاستعلام التكميلي اللغوي (بالإنكليزية Language Integrated Query - LINQ) وتعرف اختصارا بـلينك هو أحد مكونات إطار عمل الدوت نت وهو يضيف إمكانية الاستعلام عن البيانات للغات الدوت نت. هنالك أيضا وصلات (ports) لاستخدامه في الجافا والبي إتش بي والجافا سكريبت.
يعرّف اللينك مجموعة من أسماء الوظائف إضافة إلى قواعد لترجمة تعبيرات الاستعلام إلى تعبيرات تستخدم هذه الأسماء وتعبيرات لامدا والأنواع المجهولة. بالتالي، يمكن استخدامها -على سبيل المثال- في استحضار وغربلة البينات في مصفوفات (arrays) أو أصناف عددية (enumerable classes) أو «إكس إم إل» أو قواعد بيانات مترابطة أو أي مصدر آخر للبيانات.